# Извара
Изварата (в някои български диалекти: урда) е млечно изделие с високо белтъчно съдържание.
Диалектното название на изварата – урда, характерно за западните говори, да не се бърка с гуцулското сирене урда (на румънски: urda, на украински: вурда). Сиренето урда е характерно за Източните Карпати в Румъния и Украйна, населявани от етническата група гуцули.
Получава се главно от вторичните (отпадъчните) продукти на млекопреработването – обезмаслено мляко, мътеница или суроватка със или без добавки, чрез съответно пресичане (коагулиране) на съдържащите се в тях белтъчини и с последваща обработка на пресечката. Употребява се както за пряка консумация, така и като ценна суровина за приготвяне на разнообразни кулинарни изделия. Тя се произвежда от дълбока древност в личните стопанства. Изварата е с мека консистенция, със ситнозърнеста или мазна и мажеща се консистенция. Притежава слабо млечнокисел мирис и сладникав или млечнокисел вкус. Допълнително към нея може да се добави от 1 до 1,5% готварска сол. Отделните асортименти в търговската мрежа се различават по количество на водното съдържание, масленост, сол, киселинност.

## Състав
Изварата е концентрат от млечни белтъци – казеин, албумин и глобулин. Съдържа около 20 аминокиселини като значителна част от тях са незаменими. Богата е на метионин, калциеви и фосфорни соли, витамини от група В.

## Видове
- Според метода, прилаган за пресичане на белтъчините (той зависи от вида на използваната суровина), изварата бива: сирищно пресечена и термично пресечена. По качество се дели на I и II.

### Сирищно пресечена извара
- Получава се главно от обезмаслено краве мляко или смес на същото със сметана. За пресичане на казеина млякото се подквасва със закваска от млечнокисели бактерии и едновременно се подсирва със сирищна мая. Получената пресечка се загрява с цел да се пресекат и останалите белтъчини на млякото (лактоалбуминът и лактоглобулинът), след което се оставя на самоотцеждане и накрая се пресува за окончателно отделяне на течната фаза (цвика). Сирищно пресечената извара се дели на безмаслена, полумаслена и пълномаслена. Безмаслената извара се получава от обезмаслено мляко и бива три вида: солена, солена с добавка на черен пипер и диетична (без сол). Полумаслената извара се произвежда от смес на обезмаслено мляко със сметана до масленост минимум 9 %. Бива два вида: солена и с добавка на какао и захар. Пълномаслената извара се получава от смес на обезмаслено мляко (или обезмаслена извара) със сметана до масленост минимум 18 %. Бива три вида: солена, с добавка на захар и ванилия и с добавка на захар, ванилия и стафиди.

### Термично пресечена извара
- Получава се от мътеница или от суроватка, които съдържат главно белтъчините лактоалбумин и лактоглобулин. Пресичането им се осъществява чрез загряване до висока температура (90 °С), след което пресечката се отцежда и пресува.

Термично пресечената извара също се дели на безмаслена, полумаслена и пълномаслена. Бива още солена и диетична.
Качествените изисквания към изварата се регламентират от БДС 889 – 80. Доброкачествената извара трябва да има нежна, мека консистенция, еднороден строеж, бял до слабо кремав цвят (специфичен за тази с добавки), характерен млечнокисел вкус и приятна миризма, киселинност 250 – 280 °T, съдържание на готварската сол 1 – 2 % и водно съдържание 78 – 82 %.
Изварата в дребни опаковки има трайност до 72 часа при температура 2 – 6 °С, а тази в големи – до 4 месеца при температура О-6 °C.
- В зависимост от вида на суровината от която се получава бива:
  - млечна
  - мътенична
  - суроватъчна
- В резултат от фактора, който предизвиква пресичане на белтъците:
  - сирищно-кисела
  - термично преципитирана
- В зазисимост от съдържанието на мазнина:
  - пълномаслена
  - полумаслена
  - обезмаслена

Към изварата е възможно да се добавят и различни подсладители и подобрители като захар, какао, плодове, подправки и други.

## Традиционни ястия с извара
- Пипер с урда – зимнина разчитаща на млечната ферментация, богата на витамин C; съставки: зрели червени пиперки, извара и прясно мляко

Използва се за плънка в печива и тестени изделия като заместител на сиренето или в комбинация с него:
- Пълнени пиперки с урда и сирене
- Чушки бюрек – панирани пиперки с пълнеж от извара или сирене и яйца[1]
- Пържени яйца с урда (родопска кухня)[2]
- Бюрек с урда (баница с извара)

В сладкарството се използва за заместител на кремообразните сирена:
- Чийзкейк